# Rüdiger Dorn
Pour les articles homonymes, voir Dorn.
Rüdiger Dorn (né en 1969) est un auteur allemand de jeux de société.
Il vit à Nuremberg.

## Ludographie

### Seul auteur
- Cameo, 1992, Haba
- Ex & Hopp, 1996-1998, Ravensburger / F.X. Schmid
- Der kleine Riese Kasimir, 1998, Goldsieber
- Der Schatz der Erdgeister, 1998, Piatnik
- Space Walk, 1999, Ravensburger
- Gargon, 2001, Amigo / Rio Grande
- Die Händler von Genua / Traders of Genoa, 2001, Alea / Rio Grande
- Magic Hill / Zauberberg, 2001, Ravensburger
- Emerald, 2002, Abacus
- Goa, 2004, Hans im Glück
- Jambo (de), 2004, Rio Grande / Kosmos
- Louis XIV, 2004, Alea, Deutscher Spiele Preis  2005
- Raubritter, 2005, Queen Games
- Die Baumeister von Arkadia (de), 2006, Ravensburger
- Relikt, 2006, Amigo
- Reise zum Mittelpunkt der Erde (d'après le roman Voyage au centre de la Terre), 2008, Kosmos
- Cœur de Dragon, 2010, Kosmos
- Las Vegas (en), 2012, Alea
- Karuba, 2015, Haba
- Istanbul, 2014, Pegasus Spiel, Spiel des Jahres  2014 (meilleur jeu pour connaisseurs)
- Mafiozoo, 2016, Super Meeple
- Montana, 2017, White Goblin Games
- Rune Stones, 2018, Queen Games
- Dice Fame, 2020, Pegasus Spiel

### Avec Maja Dorn
- Los Mampfos, 2006, Zoch